# 臺北市建成國民學校
建成小學校（日语：〔〕／ Kensei Shōgakkō ?），全名為臺北市建成尋常小學校或臺北市建成國民學校，為臺灣日治時期當時臺北市八所小學校之一。

## 歷史
1919年3月31日臺北廳臺北詔安尋常小學校成立，校舍設於大加蚋堡大稻埕（後來的臺北市建成町四町目），1922年4月1日改稱臺北市建成尋常小學校。專門為臺北城內與大稻埕一帶的日籍學童所設，其建築與校園規模均比一般公學校稍大，合計有400名學童，9個學級。1940年後改稱建成國民學校。
1945年二戰結束，臺灣數十萬日籍人士及其家眷返日，形同廢校的建成小學校校舍旋被臺北市政府充作辦公場所（參見：臺北市政府舊廈）。1994年市政府遷入信義區新辦公大樓後，校舍分別供建成國中與台北當代藝術館使用。

## 歷任校長
詔安尋常小學校
- 小池藤八（大正八年至大正十一年，1919年至1922年）

建成尋常小學校
- 小池藤八（大正十一年至大正十三年，1922年至1924年）
- 後藤止（大正十四年至昭和六年，1925年至1931年）
- 東八郎（昭和七年至昭和十一年，1932年至1936年）
- 守田留（昭和十二年，1937年）
- 杮原宗寛（昭和十三年，1938年）
- 柹原宗寬（昭和十四年至昭和十五年，1939年至1940年）

建成國民學校
- 柹原宗寬（昭和十六年，1940年）
- 小川義雄（昭和十七年，1941年）
- 山口匡亮（昭和十八年至昭和十九年，1943年至1944年）

## 知名校友
- 阮美姝：二二八受難家屬與研究者；前臺灣新生報總經理阮朝日之女。著作《孤寂煎熬六十年》、《幽暗角落的泣聲》。
- 施朝暉：臺灣獨立運動先驅與歷史學者。著作《臺灣人四百年史》、《史明回憶錄》等。
- 彭明敏：國立臺灣大學退休教授，為國際法權威及臺灣獨立運動領袖之一。著作《自由的滋味：彭明敏回憶錄》等。
- 張超英：戰後長年擔任臺灣外交官。口述著作《宮前町九十番地》。
- 中田芳子：灣生，有著「逆歌」特技的日本YouTuber[7]。